# Tembelingiola plana
Tembelingiola plana är en insektsart som beskrevs av Andrej Vasiljevitj Gorochov 2004. Tembelingiola plana ingår i släktet Tembelingiola och familjen syrsor. Inga underarter finns listade i Catalogue of Life.